# Nas Mãos do Fado
Nas Mãos do Fado é o segundo álbum de estúdio da cantora portuguesa Katia Guerreiro, o último com a chancela da Ocarina.
Foi lançado em 2003 e contém 15 temas.
A destacar os temas "Vodka e Valium 10", "Segredos", "Perdigão", "Rosa Vermelha", "Voz do Vento" e "Chora, Mariquinhas chora" que viriam a fazer parte da compilação lançada em 2010 denominada 10 Anos - Nas Asas Do Fado.

## Faixas
1. "Os meus versos" (Florbela Espanca / Paulo Valentim)
2. "Valsa" (António Lobo Antunes / Miguel Ramos (fado margaridas))
3. "Dança das Sete Luas" (Ana Vidal / João Veiga)
4. "Vodka e Valium 10" (António Lobo Antunes / Armando Machado (fado fé))
5. "Segredos" (Paulo Valentim)
6. "O teu encanto" (João Veiga)
7. "Ancorado em mim" (Ana Vidal / Armando Machado (fado santa luzia))
8. "Perdigão" (Luís Vaz de Camões / Alain Oulman)
9. "O que fôr há-de ser" (Dulce Pontes)
10. "Rosa Vermelha" (José Carlos Ary dos Santos / Alain Oulman)
11. "Recado" (António Lobo Antunes / Katia Guerreiro e João Veiga)
12. "Voz do Vento" (Maria Luísa Baptista / fado menor (dr))
13. "Romper Madrugadas" (Paulo Valentim e João Veiga)
14. "Meu principezinho" (Katia Guerreiro / fado João Maria dos Anjos (sextilhas))
15. "Chora, Mariquinhas chora" (Amália Rodrigues / José Fontes Rocha)